# 珍妮特萊克 (明尼蘇達州)
珍妮特萊克（英語：Janette Lake）是位於美國明尼蘇達州聖路易斯縣的一個未組織地區。

## 地方資料
珍妮特萊克的面積為93.65平方千米，當中陸地面積為89.90平方千米，而水域面積為3.75平方千米。根據2020年美國人口普查的數據，當地共有人口292人，而人口密度為每平方千米3.12人。